# Swolnpes morganensis
Swolnpes morganensis is een spinnensoort uit de familie Anamidae. De wetenschappelijke naam van de soort werd voor het eerst geldig gepubliceerd in 2009 door Main & Framenau.